# 热低压

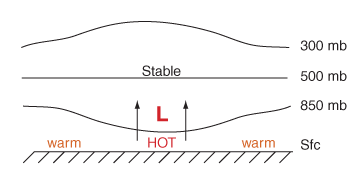
热低压垂直截面示意图

热低压是一种无锋面的低气压，它是由于单一热力因素而在对流层下部形成的低压区。热低压通常出现在亚热带和温带较低纬度的大陆上（春夏季最多见），例如索诺兰沙漠，墨西哥高原，撒哈拉沙漠，南美洲东南部的阿根廷草原，以及澳大利亚西部内陆，伊比利亚半岛和青藏高原及其周边地区（旱季）。海面上偶有热低压产生但是数量很少，集中于秋冬季。
热低压一般产生于温度较高的地区和时间段，它是由于近地面空气受热后上升，气压迅速降低造成局部温度与气压差异而形成的。由于相对的范围小，且较浅薄，因此其中心的气压递减率远比四周大气要小。热低压还随高度的升高迅速减弱，在热低压的上空，对流层中部低压已被暖高压所取代，因此热低压是较为浅薄的天气系统。热低压最常见与春夏两季的大陆上，这是由于日照强烈，地表吸收热量后能较快速释放到近地面大气，使得对流层下部空气变暖而形成，所以热低压往往具有地方性的特点。比如夏季出现在印度北部对流层下部的南亚低压以及在土耳其和中国西部经常出现的准定常热低压。
在沙漠地区，发展旺盛的热低压，会造成较为强大的气压梯度差，而产生的大风会把地表的沙粒卷入天空，形成沙漠中特有的“尘卷风”。撒哈拉沙漠，以及澳洲内陆沙漠地区经常会见到这种风，并且往往会带来沙暴天气，它会对旅行者造成很大的影响，甚至是生命层次的。
而当有其他的天气系统进入热低压时，特别是冷锋进入热低压环流时，由于会形成锋面两侧强烈对比，加上相伴随的高空槽前暖平流的作用，热低压往往会改变其单一热力性质，使其发生转化。此时热低压会在冷锋作用下转变为温带锋面气旋。这种情况多见于春季，而且亚洲大陆春季很多的温带气旋，尤其是蒙古气旋，均是由此发展成的，这也是蒙古气旋产生的一种很重要的方式之一。
在北半球的春季，中国西南部的热低压开始发展，其前沿的偏南气流是华南地区回南及升温的其中一个主要导因；在广西及广东西部甚至会出现高温天气。